# 공역

함수 이다. 파란색 집합 Y는 함수 f의 공역이다. Y의 노란색 부분집합은 정의역의 상 또는 f의 치역이다.

수학에서, 어떤 함수의 공역(共域, 영어: codomain, target set) 또는 공변역(共變域)은 이 함수의 값들이 속하는 집합이다.

## 정의
수학에서, 함수 {\displaystyle f\colon X\to Y}는 집합 {\displaystyle X}의 모든 원소를 각각 집합 {\displaystyle Y}의 한 원소에 대응시키는 수학적 구조다. 이 경우, {\displaystyle Y}를 {\displaystyle f}의 공역이라고 한다. 반면, {\displaystyle X}는 {\displaystyle f}의 정의역이다.
모든 {\displaystyle y\in Y}에 대하여, {\displaystyle f(x)=y}인 {\displaystyle x\in X}가 존재할 필요는 없다. 즉, 공역의 모든 원소가 정의역의 상에 포함될 필요는 없다. 정의역의 상, 즉 {\displaystyle f(x)=y}인 {\displaystyle x\in X}가 존재하는 {\displaystyle y}들의 집합을 {\displaystyle f}의 치역이라고 한다. 치역은 항상 공역의 부분집합이지만, 치역이 공역과 같을 필요는 없다.
현대적 관점에서, 함수는 정의역과 공역 및 이들 사이의 관계(그래프)로 구성된다. 즉, 그래프가 같더라도 공역이 다르다면 두 함수를 다른 함수로 간주한다.

## 예
함수 {\displaystyle f}가 다음과 같이 정의되었다고 하자.
{\displaystyle f\colon \mathbb {R} \to \mathbb {R} }
{\displaystyle f\colon x\mapsto x^{2}}
이 경우, {\displaystyle f}의 공역은 {\displaystyle \mathbb {R} }이지만, {\displaystyle f}의 치역은 {\displaystyle [0,\infty )\subset \mathbb {R} }이다.
함수 {\displaystyle g}가 다음과 같이 정의되었다고 하자.
{\displaystyle g\colon \mathbb {R} \to [0,\infty )}
{\displaystyle g\colon x\mapsto x^{2}}
{\displaystyle f}와 {\displaystyle g}는 같은 그래프를 가지지만, 현대적 관점에서는 두 함수는 같지 않다. 그 이유는 두 함수의 공역이 다르기 때문이다.
함수를 하나 더 정의해 보면 왜 그런지 알 수 있다.
{\displaystyle h\colon x\mapsto {\sqrt {x}}}
정의역은 반드시 {\displaystyle [0,\infty )}로 정의되어야 한다.
{\displaystyle h\colon [0,\infty )\to \mathbb {R} }
이제 함수를 합성해 보자.
{\displaystyle h\circ f}
{\displaystyle h\circ g}
이 둘 중에서 어떤 합성 함수가 올바른 것인가?
밝혀진 대로, 첫 번째 것은 올바른 합성 함수가 아니다. {\displaystyle f}의 치역을 알지 못한다고 가정하면(확실히 알지 못하는 상황이라면 이렇게 가정해야 한다), 단지 치역이 {\displaystyle \mathbb {R} }의 일부가 된다는 것밖에 알지 못한다. 그러면 제곱근이 음수에 대하여 정의되지 않았기 때문에 문제가 생기게 된다. 이제 모순점이 생길 수 있다는 것을 알았다.
이것은 분명치 못하며, 이런 것은 피해야 한다. 함수의 합성은 따라서 오른쪽 함수의 공역과 왼쪽 함수의 정의역이 같아야 할 수 있다는 것이다. 치역은 함수를 합성하는 시점에서는 결정되지 않을 수 있는 것이기 때문이다.
공역은 전사 함수인지 아닌지에 대해서도 영향을 줄 수 있다. {\displaystyle g}는 전사 함수인데, {\displaystyle f}는 그렇지 않다. 공역은 함수가 단사 함수인지 아닌지에는 영향을 미치지 않는다.

## 같이 보기
- 정의역
- 치역